# جيمس سميث (ملاكم)
جيمس سميث (بالإنجليزية: James Smith)‏ مواليد 3 أبريل 1953 في كارولاينا الشمالية، هو ملاكم أمريكي يصنف ضمن فئة الوزن الثقيل. حقق بطولة رابطة الملاكمة العالمية.

## إحصائيات
خاض خلال مسيرته 62 نزالا، فاز في 44 وتعادل في 1 وخسر في 17. فاز بالضربة القاضية في 32 نزالا.

## روابط خارجية
- جيمس سميث على موقع بوكس ريك (الإنجليزية) (registration required)